# Beaumont (Puy-de-Dôme)
Beaumont ist eine französische Stadt mit 10.787 Einwohnern (Stand: 1. Januar 2022) im Arrondissement Clermont-Ferrand im Département Puy-de-Dôme der Region Auvergne-Rhône-Alpes. Sie ist Hauptort (französisch: chef-lieu) des Kantons Beaumont.
Beaumont liegt am südlichen Stadtrand von Clermont-Ferrand.

## Geografie
Das Gebiet der Gemeinde durchfließt die Artière, ein linker Nebenfluss des Allier.

## Städtepartnerschaften
- Bopfingen, Deutschland
- Russi, Italien

## Persönlichkeiten
- Pierre Mandonnet (1858–1936), Dominikaner, Kirchen- und Mittelalterhistoriker
- Audrey Tautou (* 1976), Schauspielerin
- Aurélien Rougerie (* 1980), Rugbyspieler
- Sylvain Georges (* 1984), Radrennfahrer
- Alexis Phelut (* 1998), Leichtathlet